# NK Osijek
NK Osijek este un club de fotbal din Osijek, Croația care evoluează în Prva HNL. Echipa susține meciurile de acasă pe Opus Arena, stadion inaugurat în 2023, cu o capacitate de 13.005 locuri.

## Palmares
- Campionatul Croației
  - Vice-campioană : 2020-2021

- Cupa Croației (1)
  - Câștigătoare: 1999
  - Finalistă : 2012